# Canacidae
Die Canacidae sind eine Familie der Zweiflügler (Diptera) und gehören hier zu den Fliegen (Brachycera). Weltweit sind etwa 100 Arten dieser Gruppe bekannt, in Mitteleuropa ist ausschließlich die Art Xanthocanace ranula zu finden.
Die Vertreter von Xanthocanace ranula sind etwa 2,5 Millimeter lang und leben an der Meeresküste. Die Larven der Fliegen weiden hier den Algenbewuchs ab, während sich die Imagines fliegend über Salzwassertümpeln aufhalten. Sie fischen mit ihrem speziell dafür ausgestatteten Rüssel mit einem Reusenapparat Kleinstlebewesen von der Wasseroberfläche.